# Heroin (The Velvet Underground)
Heroin is een nummer van de Amerikaanse experimentele rockgroep The Velvet Underground. Het is het zevende nummer van het album The Velvet Underground & Nico uit 1967 en werd in 2011 door Rolling Stone verkozen tot 455e beste nummer aller tijden.

## Achtergrond
Heroin werd geschreven door Lou Reed, terwijl hij in dienst was als liedschrijver bij de platenmaatschappij Pickwick Records, maar aldaar werd het nummer afgewezen. Het was een van de eerste nummers in het repertoire van The Velvet Underground en werd samen met There she goes again en Venus in furs opgevoerd tijdens het debuutoptreden van de groep op 11 november 1965, te Summit High School.

### Tekst
Heroin is een contemplatie vanuit het perspectief van een heroïnegebruiker. De verteller is dubbelzinnig over zijn ervaring; de drug wordt aangeprezen noch veroordeeld. Beschuldigingen van drugsverheerlijking zijn altijd door de groepsleden ontkend. De oorspronkelijke openingszin luidde: "I know just where I'm going" ("Ik weet goed waar ik naartoe ga"), maar werd door Reed vervangen met het tegenovergestelde: "I don't know just where I'm going" ("Ik weet niet goed waar ik naartoe ga"). Dit tot ergernis van zijn groepsgenoot John Cale, die van mening was dat dit het idee achter het nummer ondermijnde.

### Muziek
Het nummer van zeven minuten is opgebouwd uit twee akkoorden (D♭ en G♭), terwijl de dronende elektrische altviool van Cale een geruime tijd één constante noot aanhoudt. De dynamiek van de coupletten wordt herhaaldelijk afgewisseld van kalm en vredig naar haastig en stampend. Deze opbouw van spanningsbogen mondt in de slotminuut uit tot een kakofonische climax van geluid. Volgens Reed was dit een muzikale nabootsing van het effect van heroïne: "Heroin komt erg dicht bij het gevoel dat je ervan krijgt. Het begint op een bepaald niveau, het is misleidend. Je denkt dat je er van geniet. Maar als het je eenmaal te pakken heeft, is het te laat. Je hebt geen enkele keus. Het komt harder en sneller op je af en het blijft maar komen."

## Bezetting
- Lou Reed - zang, gitaar
- John Cale - elektrische altviool
- Sterling Morrison - slaggitaar
- Maureen Tucker - percussie